# Dorian Coninx
Dorian Coninx (* 28. Januar 1994 in Échirolles) ist ein französischer Triathlet. Er ist U23-Weltmeister (2014), zweifacher Olympiastarter (2016, 2020), U23-Vizeweltmeister Triathlon (2017), Staatsmeister Triathlon (2017), Europameister auf der Triathlon-Kurzdistanz (2021) und Weltmeister auf der Triathlon-Kurzdistanz (2023).

## Werdegang
Dorian Coninx wurde 2013 Zweiter bei der französischen Junioren-Staatsmeisterschaft und nur zwei Wochen später wurde er in der Türkei Triathlon-Europameister bei den Junioren.

### U23-Weltmeister Triathlon 2014
Im August 2014 wurde er U23-Weltmeister auf der olympischen Kurzdistanz (1,5 km Schwimmen, 40 km Radfahren und 10 km Laufen).
2016 startete Dorian Coninx für Frankreich in Brasilien bei den Olympischen Sommerspielen in Rio de Janeiro und belegte den 36. Rang. Im September 2017 wurde Coninx in den Niederlanden U23-Vizeweltmeister Triathlon.
Zu Beginn der Saison 2018 konnte er im März in Portugal das Europa-Cup-Rennen auf der Kurzdistanz in Quarteira für sich entscheiden. Im Mai wurde er Dritter bei der nationalen Meisterschaft auf der Triathlon-Sprintdistanz. Im August wurde er in Glasgow mit dem französischen Mixed-Team Europameister in der Staffel.
Im September 2020 wurde der damals 26-Jährige in Hamburg Sechster bei der Weltmeisterschaft – die Rennserie der ITU war im Zuge der Coronavirus-Pandemie auf ein einziges, entscheidendes Rennen über die Sprintdistanz reduziert worden.
Im Mai 2021 qualifizierte sich Dorian Coninx zusammen mit Cassandre Beaugrand, Léonie Périault, Vincent Luis und Léo Bergère für einen Startplatz bei den Olympischen Sommerspielen 2020.
Er belegte in Tokio mit dem französischen Team in der gemischten Staffel den dritten und in der Einzelwertung den 17. Rang.

### Europameister Triathlon 2021
Im September 2021 konnte der 27-Jährige in Valencia die Triathlon-Europameisterschaft auf der olympischen Kurzdistanz für sich entscheiden.
Im August 2022 konnte er in München bei der Triathlon-Europameisterschaft das Rennen in der gemischten Staffel mit Emma Lombardi, Léo Bergère und Cassandre Beaugrand für Frankreich entscheiden.

### Triathlon-Weltmeister 2023
In der Weltmeisterschafts-Rennserie 2023 sicherte sich der 29-Jährige im September mit dem Sieg im letzten Rennen der Saison den Titel des Weltmeisters auf der Triathlon-Kurzdistanz.
Auch seine jüngere Schwester Léa (* 1998) ist als Triathletin aktiv.

## Sportliche Erfolge
| Datum/Jahr    | Rang | Wettbewerb                                               | Austragungsort | Zeit     | Bemerkung                                                                                            |
| ------------- | ---- | -------------------------------------------------------- | -------------- | -------- | --- |
| 12. Juli 2025 | 11   | ITU World Championship Series 2025                       | Hamburg        | 00:51:19 | |
| 23. Sep. 2023 | 1    | ITU World Championship Series 2023                       | Pontevedra     | 01:42:22 | Grand Final                                                                                          |
| 13. Mai 2023  | 4    | ITU World Championship Series 2023                       | Yokohama       | 01:42:22 | |
| 14. Aug. 2022 | 1    | ETU Triathlon European Championship Mixed Relay          | München        | 01:25:30 | Europameisterschaft; gemischte Staffel; mit Emma Lombardi, Léo Bergère und Cassandre Beaugrand       |
| 14. Mai 2022  | 6    | ITU World Championship Series 2022                       | Yokohama       | 01:44:25 | |
| 3. Apr. 2022  | 1    | ETU Europe Triathlon Cup and Mediterranean Championships | Melilla        | 00:47:26 | |
| 25. Sep. 2021 | 1    | ETU Triathlon European Championships                     | Valencia       | 01:41:03 | Europameister auf der olympischen Kurzdistanz                                                        |
| 13. Aug. 2021 | 1    | ITU World Championship Series 2021                       | Montreal       | 00:22:08 | |
| 31. Juli 2021 | 3    | Olympische Spiele 2020 Mixed Relay                       | Tokio          | 01:24:04 | in der gemischten Staffel mit Léonie Périault, Cassandre Beaugrand und Vincent Luis                  |
| 27. Juli 2021 | 17   | Olympische Spiele 2020                                   | Tokio          | 01:46:48 | |
| 18. Apr. 2021 | 2    | ETU Triathlon European Cup                               | Melilla        | 00:49:16 | |
| 5. Sep. 2020  | 6    | ITU World Championship Series 2020                       | Hamburg        | 00:49:27 | Weltmeisterschaft                                                                                    |
| 5. Okt. 2019  | 1    | ETU Triathlon European Championship Clubs                | Alhandra       |          | für Poissy Triathlon – mit Anthony Pujades, Cassandre Beaugrand und Léonie Périault                  |
| 11. Aug. 2018 | 1    | ETU Triathlon European Championship Mixed Relay          | Glasgow        | 01:15:07 | im Team mit Léonie Périault, Pierre Le Corre und Cassandre Beaugrand                                 |
| 27. Mai 2018  | 3    | FRA Triathlon National Championships                     | Gray           | 00:54:53 | Französische Triathlon-Staatsmeisterschaft                                                           |
| 24. März 2018 | 1    | ETU Triathlon European Cup                               | Quarteira      | 01:50:00 | |
| 3. Sep. 2017  | 1    | FRA Triathlon National Championships CD                  | Quiberon       | 00:48:39 | Französischer Triathlon-Staatsmeister                                                                |
| 15. Sep. 2017 | 2    | ITU Triathlon World Championship U23                     | Rotterdam      | 01:51:32 | U23-Vizeweltmeister                                                                                  |
| 18. Aug. 2016 | 36   | Olympische Sommerspiele 2016                             | Rio de Janeiro | 01:51:50 | |
| 24. Apr. 2016 | 3    | ITU World Championship Series 2016                       | Kapstadt       | 00:54:23 | |
| 19. Juli 2015 | 1    | ITU Sprint Triathlon World Championship Mixed Team       | Hamburg        |          | Weltmeister im Team – zusammen mit Jeanne Lehair, Audrey Merle und Vincent Luis                      |
| 30. Aug. 2014 | 1    | ITU Triathlon World Championship U23                     | Edmonton       | 01:53:06 | U23-Weltmeister auf der olympischen Kurzdistanz (1,5 km Schwimmen, 40 km Radfahren und 10 km Laufen) |
| 13. Juli 2014 | 2    | ITU Sprint Triathlon World Championship Mixed Team       | Hamburg        |          | Vizeweltmeister im Team – zusammen mit Audrey Merle, Vincent Luis und Cassandre Beaugrand            |
| 11. Sep. 2013 | 1    | ITU Triathlon World Championship Junior Men              | London         | 00:51:57 | Junioren-Weltmeisterschaft                                                                           |
| 14. Juni 2013 | 1    | ETU Triathlon European Championship Junior Men           | Alanya         | 00:59:03 | Triathlon-Europameister bei den Junioren                                                             |
| 1. Juni 2013  | 2    | FRA Triathlon National Championship Junior Men           | Frankreich     |          | Zweiter hinter Raphael Montoya bei der Junioren-Staatsmeisterschaft                                  |

(DNF – Did Not Finish)